# Sławęcin (gromada w powiecie żuromińskim)
Sławęcin – dawna gromada, czyli najmniejsza jednostka podziału terytorialnego Polskiej Rzeczypospolitej Ludowej w latach 1954–1972.
Gromady, z gromadzkimi radami narodowymi (GRN) jako organami władzy najniższego stopnia na wsi, funkcjonowały od reformy reorganizującej administrację wiejską przeprowadzonej jesienią 1954 do momentu ich zniesienia z dniem 1 stycznia 1973, tym samym wypierając organizację gminną w latach 1954–1972.
Gromadę Sławęcin z siedzibą GRN w Sławęcinie utworzono – jako jedną z 8759 gromad na obszarze Polski – w powiecie sierpeckim w woj. warszawskim, na mocy uchwały nr VI/10/19/54 WRN w Warszawie z dnia 5 października 1954. W skład jednostki weszły obszary dotychczasowych gromad Bielawy Gołuskie, Gołuszyn, Kobyla Łąka, Sławęcin, Stawiszyn-Łaziska, Stawiszyn-Zwalewo i Zgliczyn-Glinki oraz wieś Wilewo z dotychczasowej gromady Wilewo-Pełki ze zniesionej gminy Stawiszyn w powiecie sierpeckim oraz obszar dotychczasowej gromady Zgliczyn-Pobodzy ze zniesionej gminy Ratowo w powiecie mławskim (woj. warszawskie). Dla gromady ustalono 20 członków gromadzkiej rady narodowej.
1 stycznia 1956 gromada weszła w skład nowo utworzonego powiatu żuromińskiego w tymże województwie.
1 stycznia 1958 do gromady Sławęcin przyłączono wieś Pełki z gromady Ługi w tymże powiecie.
31 grudnia 1961 do gromady Sławęcin włączono wsie Ługi, Małocin, Pączkowo, Sławkowo, Trzaski, Wieluń i Zalesie ze zniesionej gromady Ługi w tymże powiecie.
Gromada przetrwała do końca 1972 roku, czyli do kolejnej reformy gminnej.